# ニカノール・サバレタ
ニカノール・サバレタ・サラ（Nicanor Zabaleta Zala, 1907年1月7日 – 1993年3月31日）は、スペイン出身のハープ奏者。民族的にはバスク人である。

## 経歴
サン・セバスティアンに生まれる。1914年に、素人音楽家だった父親に古物商に連れて行かれ、ハープに出会う。やがてマドリード音楽院教員のビンセンタ・トルモ・デ・カルボと、ルイーサ・メナルゲスに師事する。1925年にパリに留学して、マルセル・トゥルニエとジャクリーヌ・ボロに師事、翌1926年、同地で初めての公式に演奏会デビューを果たした。その後アメリカ合衆国を訪れ、1934年には北米デビューを果たす。1950年にプエルトリコの演奏旅行で出会った女性と1952年に結婚、彼女がグラシエラ夫人である。2人はスペインに居を定め、サバレタは欧州各地に演奏旅行に出かけた。1959年から1962年までシエナのキジアーナ音楽院でハープ科を担当した。
主なレパートリーは18世紀の音楽だったが、古今の作品も演奏した。サバレタに作品を献呈した作曲家に、アルベルト・ヒナステラ、ダリウス・ミヨー、エイトール・ヴィラ＝ロボス、ウォルター・ピストン、エルンスト・クルシェネク、ホアキン・ロドリーゴがいる。サバレタの録音は、およそ300万枚の売り上げになると見積もられている。
サバレタの最後の演奏会は、1992年6月16日にマドリードで開かれたが、このとき既に健康は衰えていた。1993年3月31日、プエルトリコのサン・ファンにて逝去した。